# ドーン・フレーザー

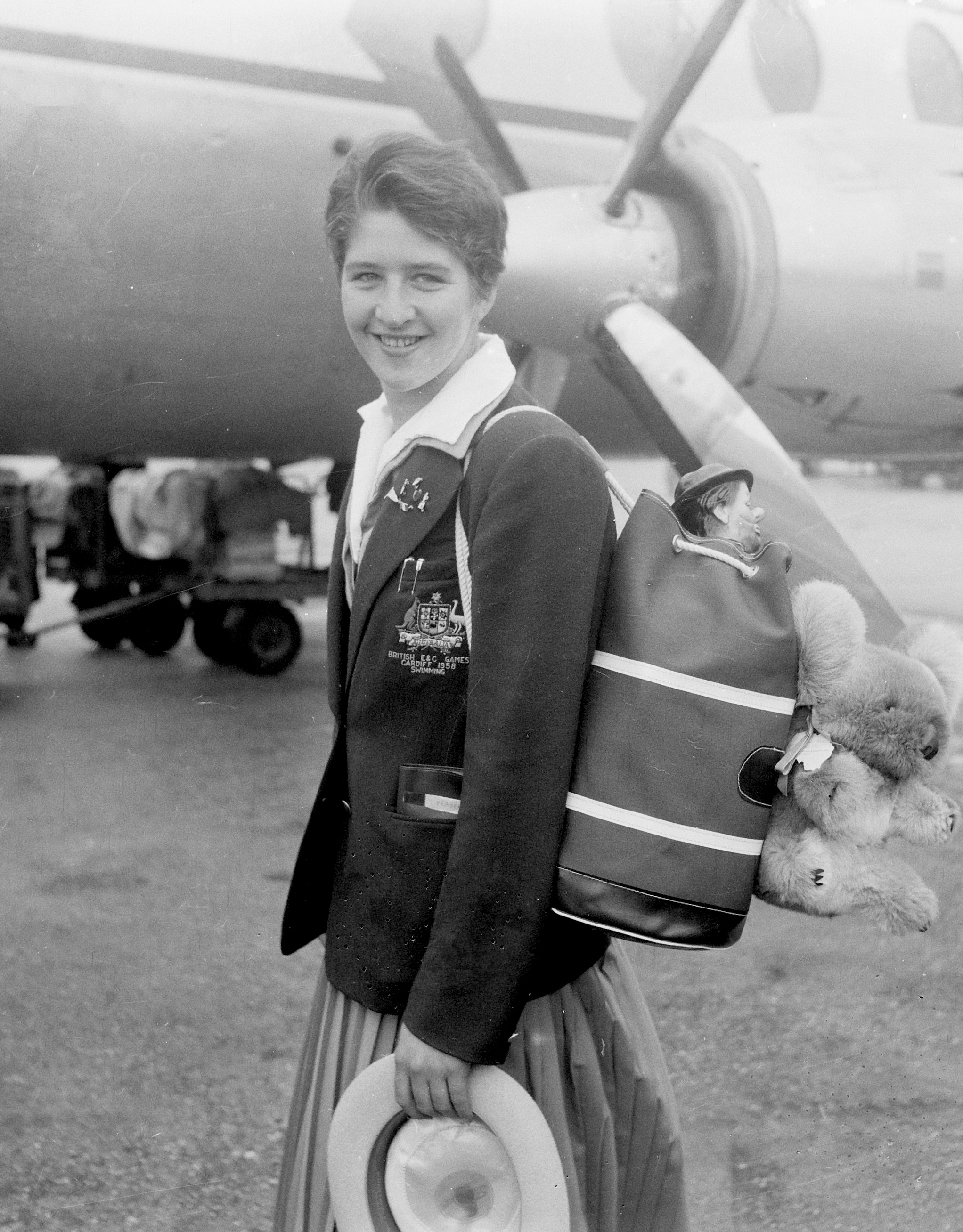
ドーン・フレーザー（1958年）

ドーン・フレーザー（Dawn Lorraine Fraser、1937年9月4日 - ）は、オーストラリアの女子競泳選手。

## 経歴・人物
オーストラリア、ニューサウスウェールズ州生まれ。メルボルン・ローマ・1964年東京オリンピックで女子100m自由形3連覇を達成した。競泳の同一種目3連覇は史上初（のちにハンガリーのクリスティーナ・エゲルセギが女子200m背泳ぎで達成）。
1962年10月には100m自由形で1分の壁を破った最初の女子選手となった。
1964年東京オリンピックの期間中、皇居に掲揚されていた五輪旗を手に入れようとポールによじ登り、警官に追われて堀に飛び込んだエピソードがある。警察に連行されたが、厳重注意後に釈放された。1965年に引退。
2000年シドニーオリンピックの開会式では、聖火ランナーの1人としてスタジアムに登場した。
2009年8月30日、オーストラリア,ブリスベンの自宅に押し入った強盗に対し71歳でありながら格闘し撃退したことが報じられた。

## 著書
- ドーン・フレーザーの告白 : オリンピック・チャンピオン行状記 （1965年、ベースボール・マガジン社、訳：宮川毅）全国書誌番号:65003749